# Gefleckte Bulldoggfledermaus

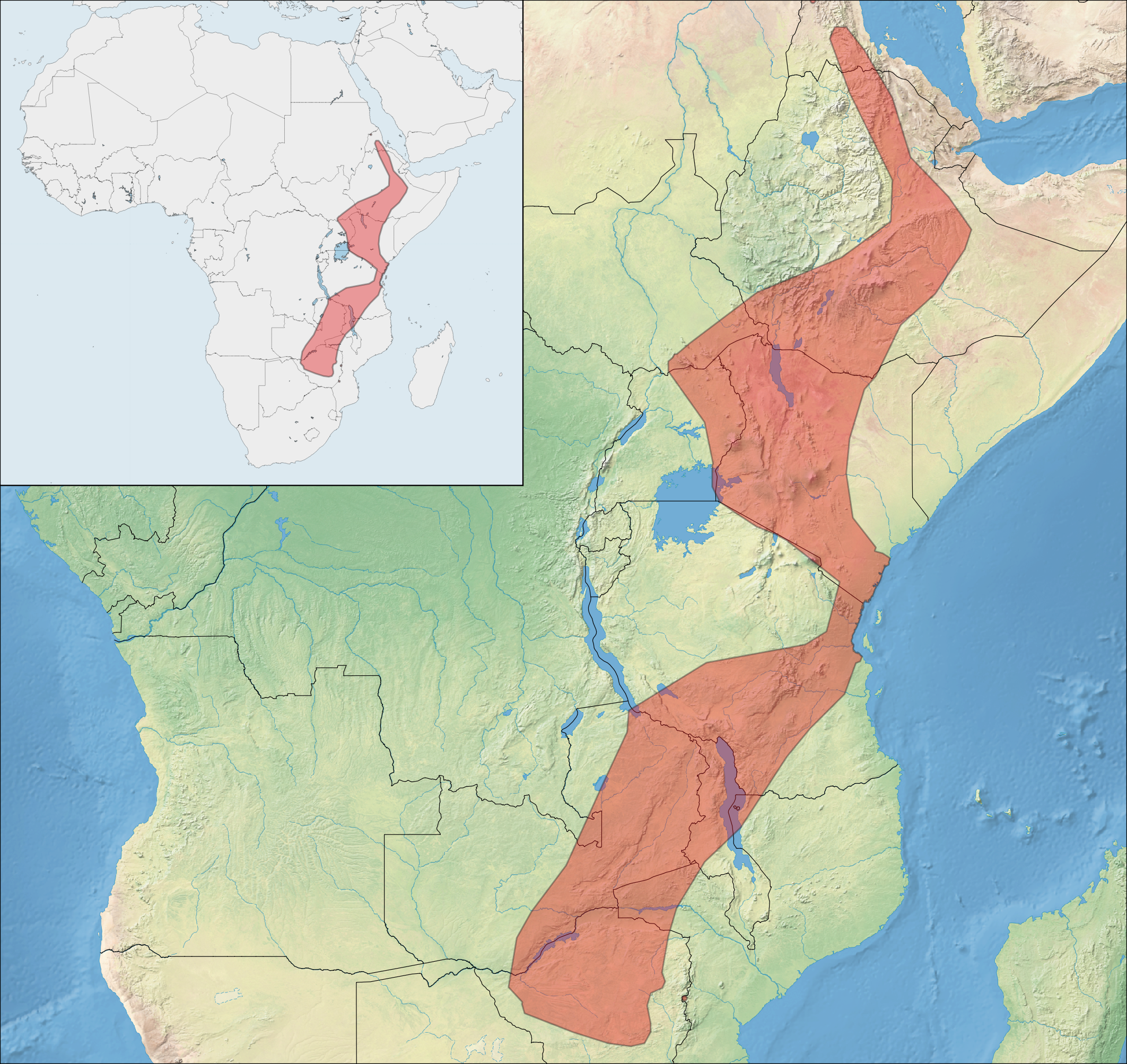
Verbreitungsgebiet der Gefleckten Bulldoggfledermaus

Die Gefleckte Bulldoggfledermaus, auch Flecken-Bulldoggfledermaus) (Chaerephon bivittatus, Synonyme: Tadarida bivittata, Chaerephon bivittata und Nyctinomus bivittatus), ist eine in Ostafrika vorkommende Fledermausart der Gattung der Freischwanzfledermäuse.

## Beschreibung
Die Gefleckte Bulldoggfledermaus ist mit einem Körpergewicht von etwa 15 g eine kleine Fledermausart. Die Unterarmlänge beträgt im Mittel etwa 49,4 mm, die gesamte Körperlänge etwa 114,7 mm. Die Fellfarbe variiert von rot-braun bis grau-braun, wobei die Bauchseite heller als die Rückenseite ist. Die Flughäute sind hellbraun gefärbt. Kopf, Schultern und die Rückenseite sind weiß gesprenkelt, ähnlich der Ansorge-Bulldoggfledermaus, von der sie sich durch morphologische Unterschiede des Scheitelkamms und der fehlenden dunkelbraunen Färbung der Kehle unterscheiden lässt. Weitere morphologisch ähnlich Arten sind die Ägyptische Bulldoggfledermaus (Tadarida aegyptiaca) und die Angola-Bulldoggfledermaus (Mops condylurus), von denen sie sich durch das Fehlen der weißen Sprenkelung der Rückenseite sowie weißen Fellpartien auf der Bauchseite unterscheidet. Die oberen Lippen sind faltig, die Ohren zusammengewachsen. Charakteristisch für die Gattung der Freischwanzfledermäuse ist der aus der Schwanzflughaut herausragende Schwanz.

## Systematik & Verbreitung
Die Gefleckte Bulldoggfledermaus kommt in Ostafrika von Äthiopien und Eritrea über Uganda, Kenia und Tansania bis nach Simbabwe, Sambia und dem nördlichen Mosambik vor. Es werden keine Unterarten unterschieden.

## Lebensweise
Quartiere der Gefleckten Bulldoggfledermaus finden sich in Felshöhlen und -spalten. Manchmal werden die Quartiere zusammen mit der Ansorge-Bulldoggfledermaus bezogen. Gefleckte Bulldoggfledermäuse kommen in Baumsavannen vor.

## Etymologie & Forschungsgeschichte
Der Holotypus wurde von Theodor von Heuglin bei Keren, Eritrea gesammelt und 1861 von ihm unter dem Namen Nyctinomus bivittatus erstbeschrieben.

## Gefährdung
Seitens der IUCN wird die Art auf Grund des großen Verbreitungsgebiets und der Häufigkeit der Art als nicht gefährdet („least concern“) eingestuft.